# Girella mezina
Girella mezina är en fiskart som beskrevs av Jordan och Starks, 1907. Girella mezina ingår i släktet Girella och familjen Kyphosidae. Inga underarter finns listade i Catalogue of Life.